# Oreodera sericata
Oreodera sericata là một loài bọ cánh cứng trong họ Cerambycidae.